# Dantrafo
Dantrafo er en dansk virksomhed med hovedkvarter i Lemvig, der fremstiller induktive komponenter, transformatorer og spoler. Virksomheden er grundlagt i 1979 og har i dag ca. 200 ansatte, heraf 70 i Lemvig.
Dantrafo har siden 2009 været ejet og ledet af Ivan Gam.
Dantrafo har i dag 100% ejede datterselskaber i Sverige og Kina.
Dantrafo har opkøbt følgende transformator fabrikker i Danmark: Tradania, B&O, Nortra, JG Transformer.

## Historik
- 1979 DANTRAFO A/S grundlægges af Jørgen Larsen og Sven Jensen
- 1992 DANTRAFO A/S opnår ISO 9000 certifikation
- 1992 DANTRAFO opkøber Nortra Scanelectric A/S
- 1993 DANTRAFO opkøber B&O´s transformer division i Lemvig
- 1995 DANTRAFO opkøber Tradania A/S i Fensten, Danmark
- 2001 Dantrafo A/S opnår ISO 14001 certifikation
- 2002 DANTRAFO opkøber Transformator Teknik AB i Åmål, Sverige
- 2004 DANTRAFO grundlægger Dantrafo Electronics Suzhou Co., Ltd., Kina
- 2008 Dantrafo Electronics (Suzhou) Co., Ltd., China opnår ISO 9000 certifikation
- 2009 Dantrafo Holding A/S overtages af Ivan Gam
- 2013 DANTRAFO opkøber JG Transformator i Stenløse